# Gépágyú
A gépágyú legalább 20 milliméter űrméretű, nagy tűzerejű és nagy tűzgyorsaságú automata tűzfegyver, amelyet jellemzően repülőgépek, helikopterek, harcjárművek és hadihajók fegyverzetéül szolgál.

## Szerkezeti kialakítás
A gépágyúk leginkább a géppuskára emlékeztetnek, tárból vagy hevederből tüzelnek, sorozatlövésre alkalmasak, magyarul mégis ágyúknak nevezik őket, mert: 
- űrméretük jellemzően 20 mm fölötti, ezért kézi alkalmazásuk lehetetlen,
- elsősorban nem élőerő, hanem gépjárművek, lövészpáncélosok, és más gyengén páncélozott eszközök, épületek vagy repülőgépek ellen alkalmazzák azokat,
- rendelkeznek az ágyú legtöbb ismérvével, úgymint nagy űrmérethossz, nagy kezdősebesség, nagy torkolati energia és egyesített lőszer.

## Alkalmazás

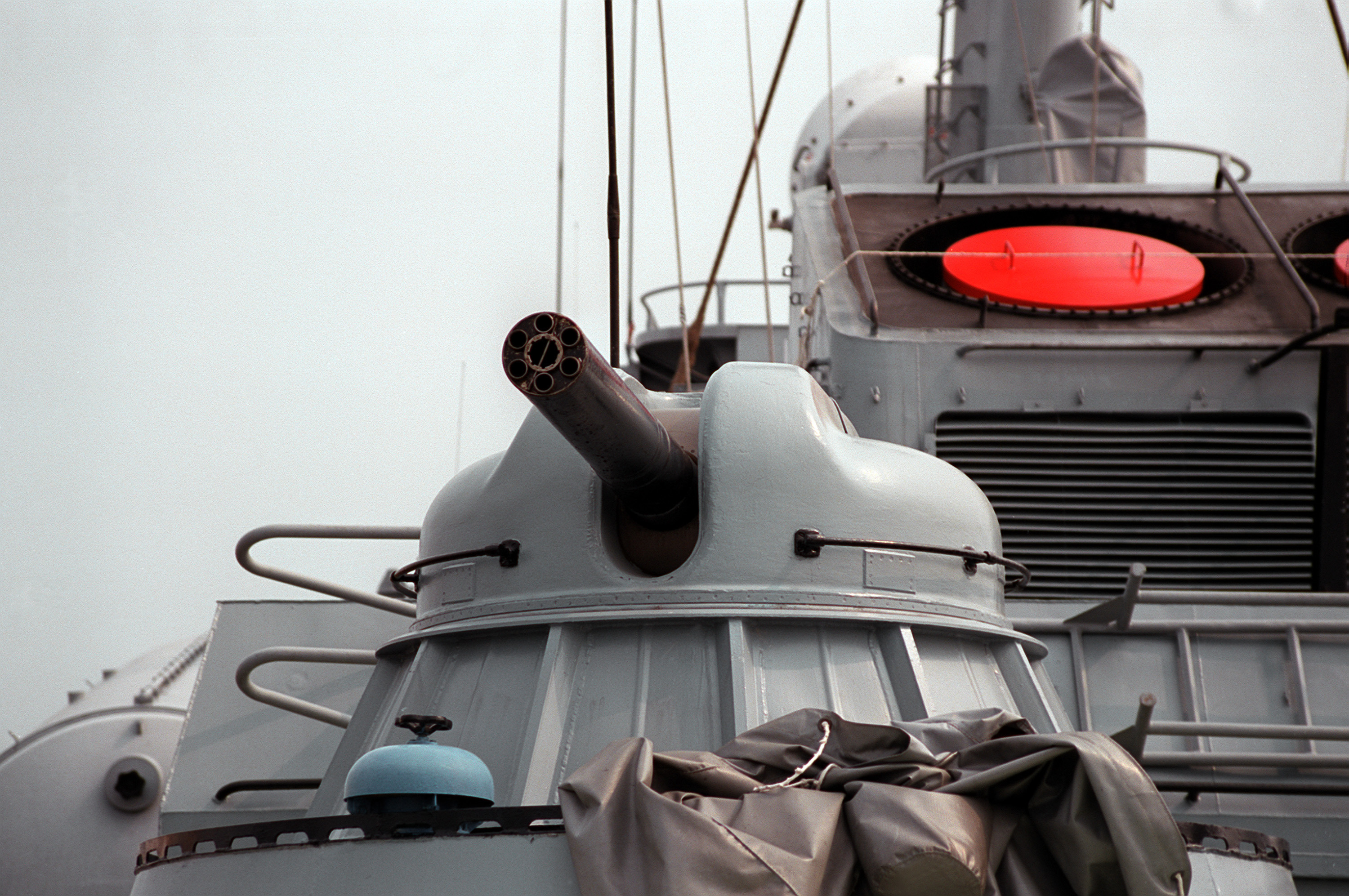
AK–630 típusú szovjet hajólégvédelmi gépágyú

Mindazon helyeken, ahol a nagy tűzgyorsaság és a nagy pusztítóerő egyidejűleg fontos, és egy célzott lövéstől nem várható találat, vagy a cél harcképtelenné válása, megsemmisülése.
Jellemzően ezeken a területeken alkalmazzák a gépágyúkat:
- harcjárművek fedélzeti fegyvereként - ebben a feladat körben  a nagy átütő erő és romboló képesség miatt a viszonylag alacsony tűzsebességű (200-600 lövés/perc) 30 milliméteres gépágyúk terjedtek. A fejlesztés iránya napjainkban itt nagyobb kalibert jelenti: 35, 50 illetve 57 milliméteres gépágyúk is kezdenek megjelenni a harcjárműveken.
- repülőgépek és helikopterek fedélzeti fegyvereként, légi és földi célok ellen egyaránt. A cél és tüzelő jármű közötti nagy relatív sebesség miatt nagyon rövid idő áll rendelkezésre a találat eléréséhez. Épp ezért itt nagy tűzsebességű (1000-6000 lövés/perc) gépágyúkat használnak többnyire. Repülőgép fedélzeti fegyverek jellemzően 20 és 30 milliméter közötti űrméretben készülnek, mivel az ennél nagyobb fegyverek reakció ereje kárt tehet a repülőgépek szerkezetében, csökkenti azok élettartamát.
- légvédelmi célokra az 1920-as évektől kezdődően egészen a hidegháború végéig használtak jelentős mennyiségben gépágyúkat. A repülőgépek sebességének növelésével kezdtek visszaszorulni és helyüket a rakéták vették át. A legtöbb ilyen rendszer a 2000-es évekre kivonásra került, azonban a pilóta-nélküli repülőeszközök, közkeletű nevén a drónok tömeges elterjedése a légvédelmi gépágyúk reneszánszát hozta magával: sorra jelennek meg ismét a gépágyú alapú drónelhárító rendszerek. (Pl. Skyranger 30 , Skyranger 35, M-SHORAD
- A hadihajók rakéták elleni védelmében is jelentős szerepet kaptak a nagy tűzsebességű, radarvezérlésű gépágyúk, mint például a Phalanx vagy AK630. A NATO haderőkben ezeket lassan kiszorítja a RAM és a hozzá hasonló rakétarendszerek, azonban más feladatkörben (pl. motorcsónakok elleni védelem) továbbra is megtalálhatóak a különféle gépágyúk a hajók fedélzetén.

## Gépágyú-történelem képekben

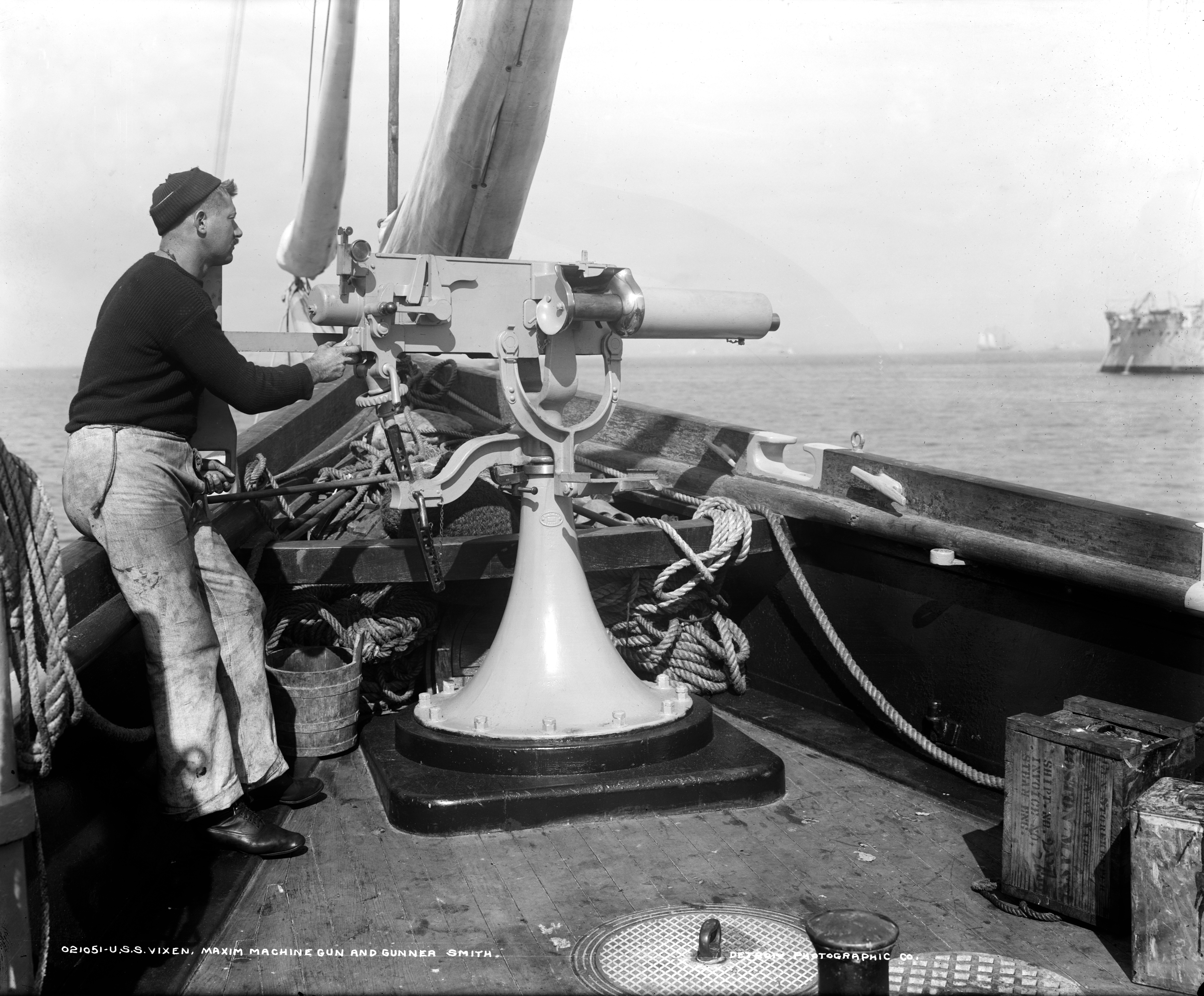
Az egyik első gépágyú az 1800-as évek végéről: a Maxim-Nordenfelt 37 mm-es "1 fontos" lövege, amely egy felnagyított Maxim-géppuska volt
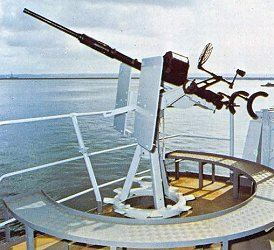
A második világháború ikonikus gépágyúja: a 20 mm-es Oerlikon védte az amerikai hadihajókat a kamikáze-támadásoktól
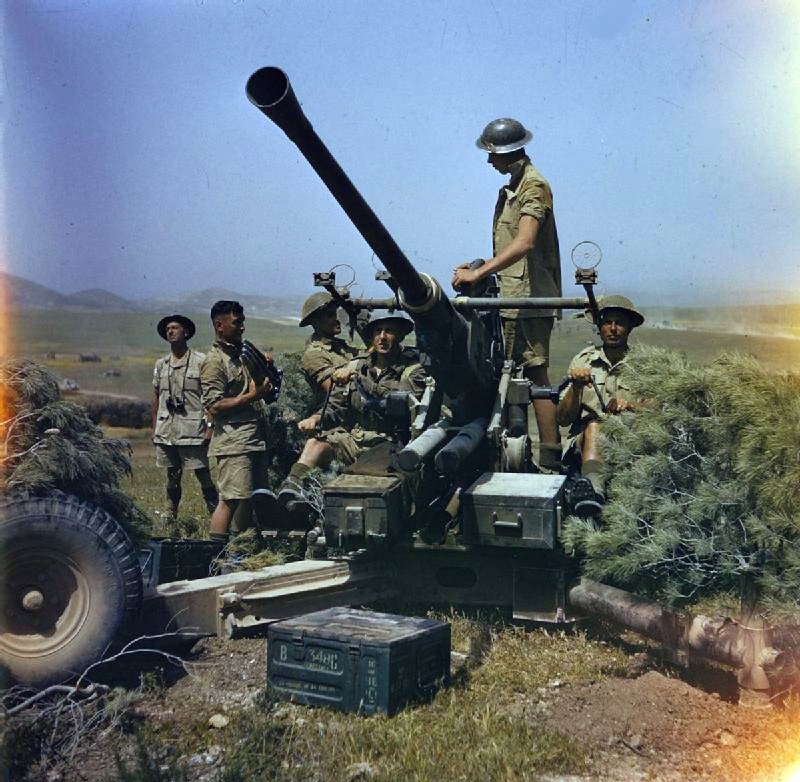
A 40 mm-es Bofors modernizált változatai sok helyen máig szolgálatban állnak
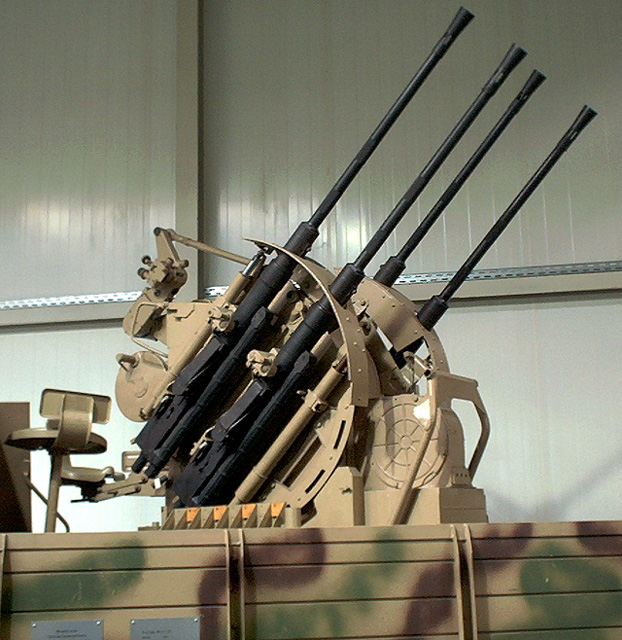
A 20 mm "Flak-Vierling" a második világháború jellegzetes légvédelmi gépágyúja volt.
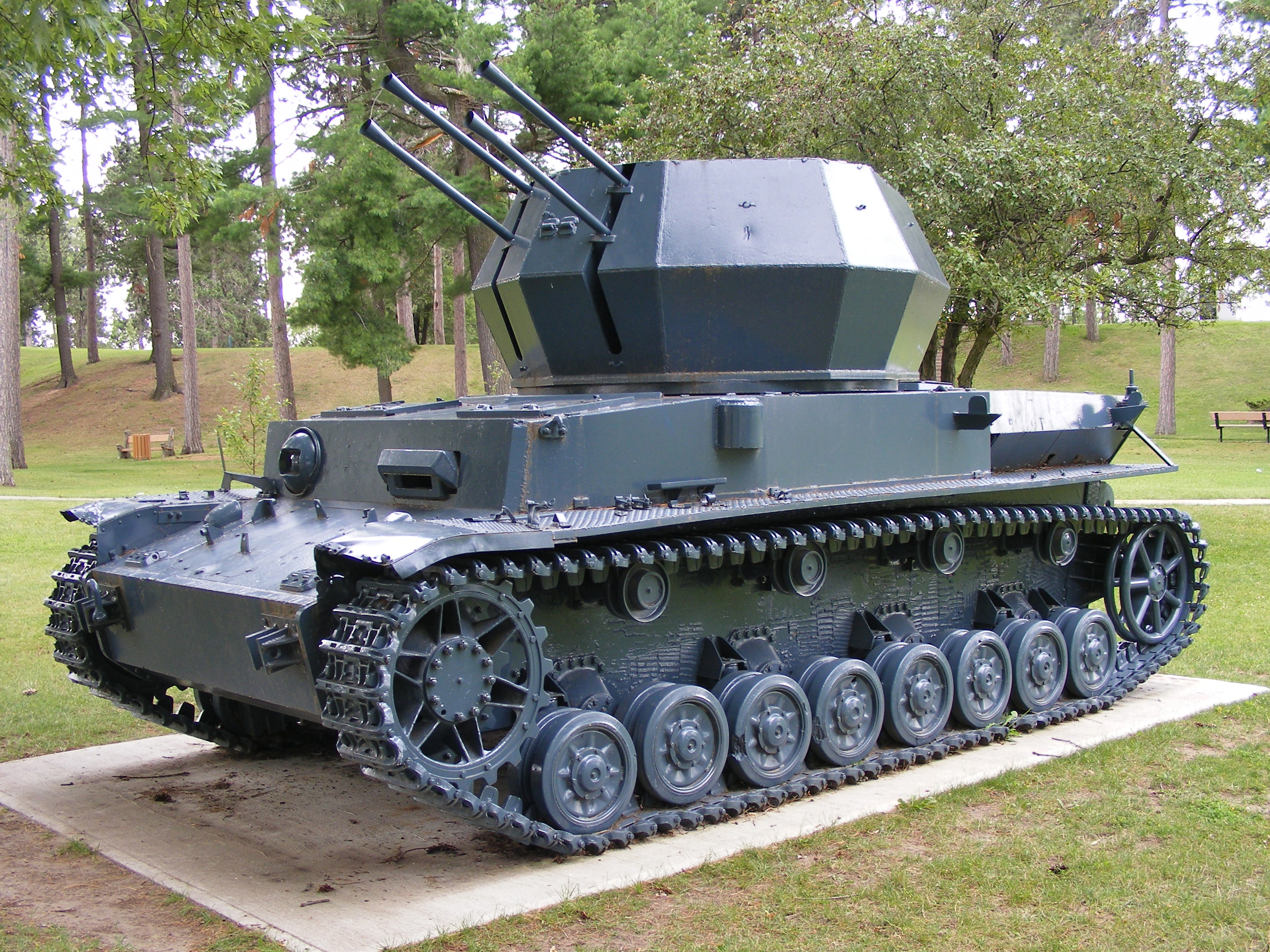
A német Flakpanzer IV "Wirbelwind" volt világ egyik első "légvédelmi harckocsija"
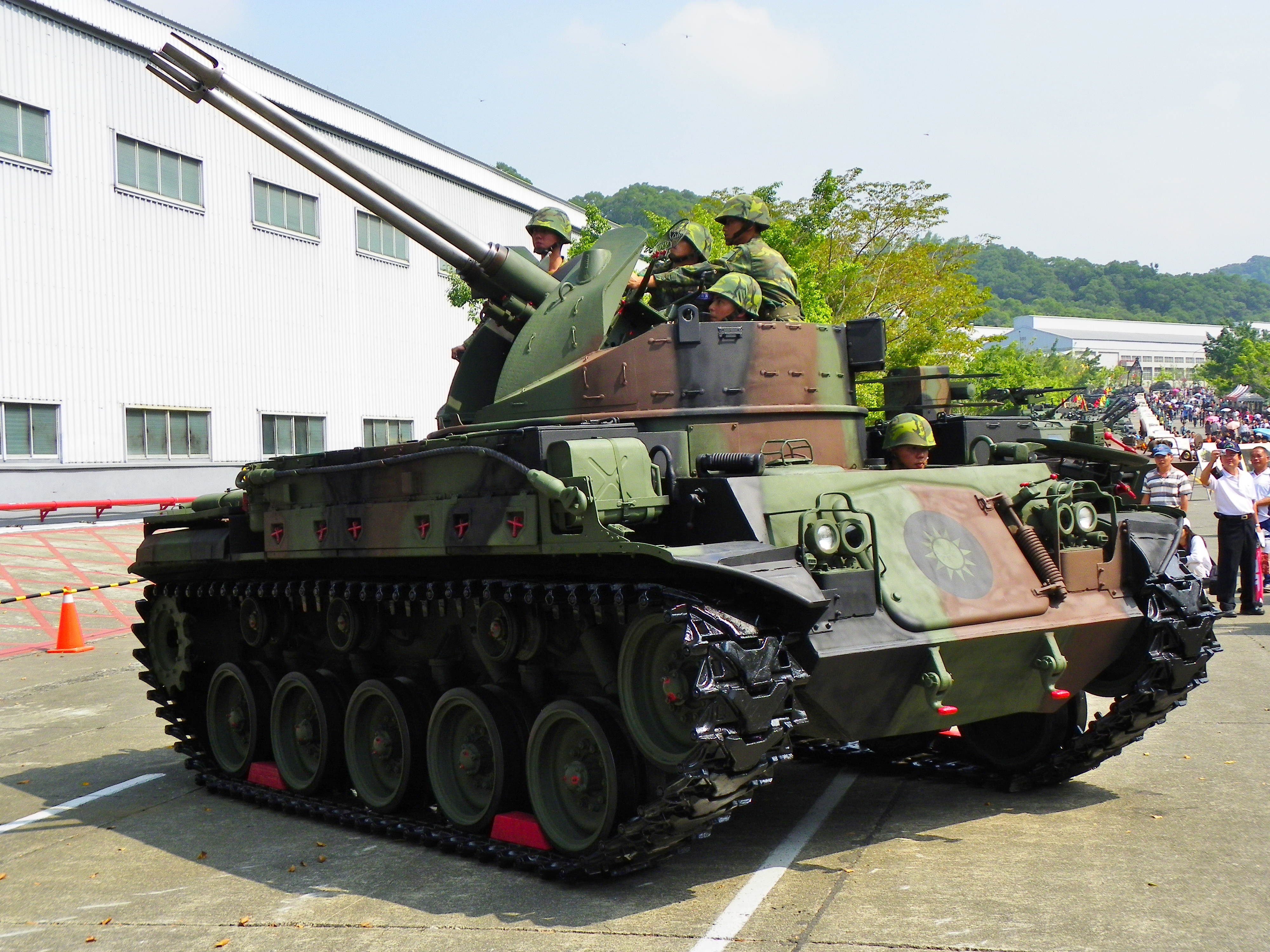
M42 Duster önjáró légvédelmi gépágyú hidegháború terméke volt
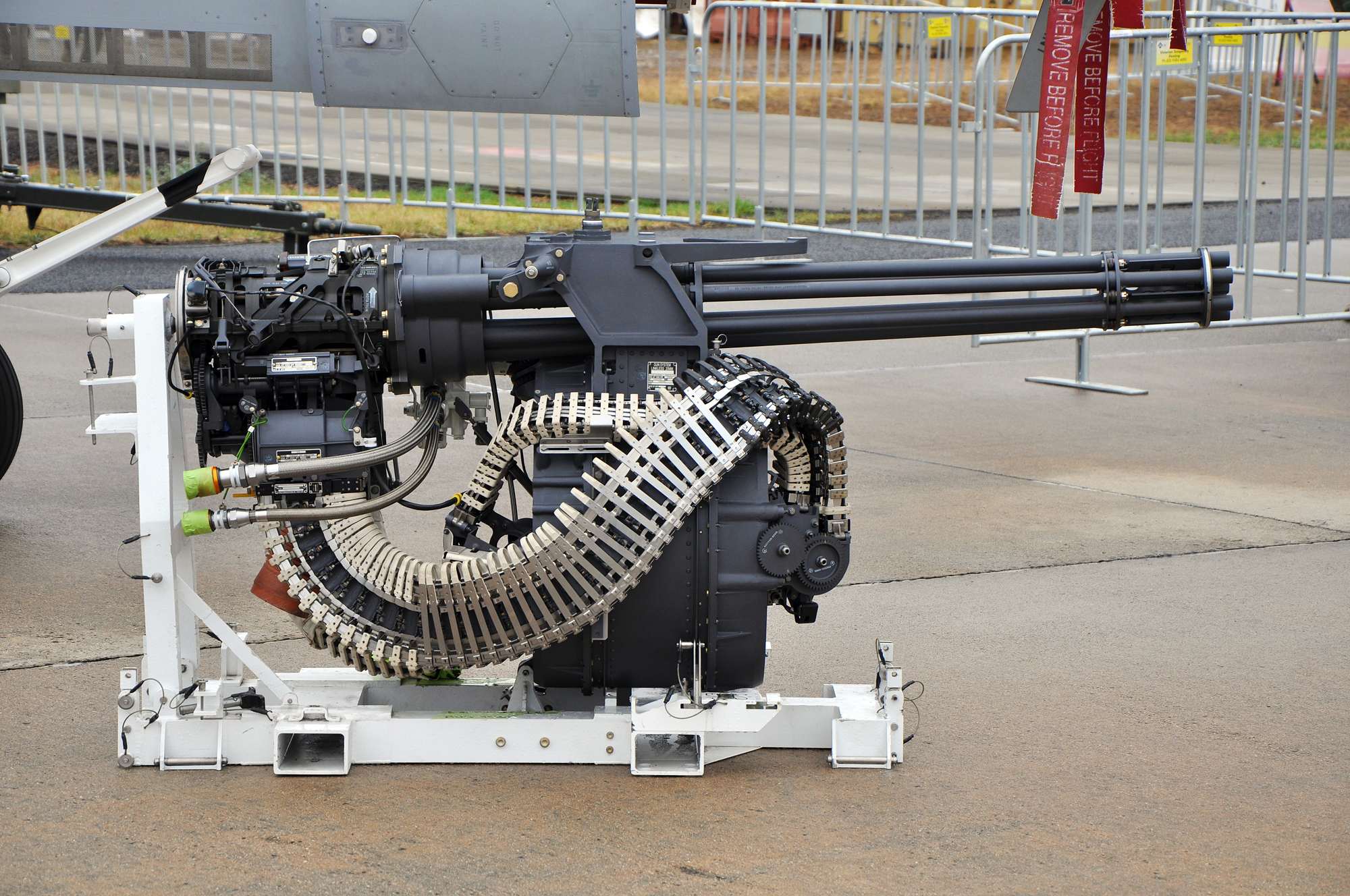
A hatcsövű M61 Vulcan gatling-rendszerű repülőgép-fedélzeti gépágyú akár 6000 lövésre is képes percenként
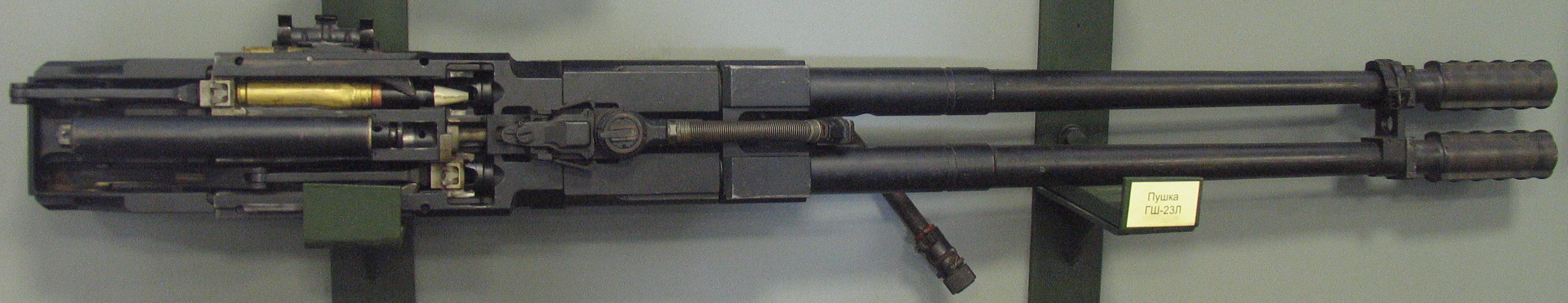
A szovjet GSh-23L gépágyú a Gast-elvet alkalmazza vagyis a két "összeszerkesztett" gépágyú egymást működteti és felváltva tüzel. Ez fegyver szinte minden szovjet vadászrepülőgép része volt az 1960-as évektől kezdődően.
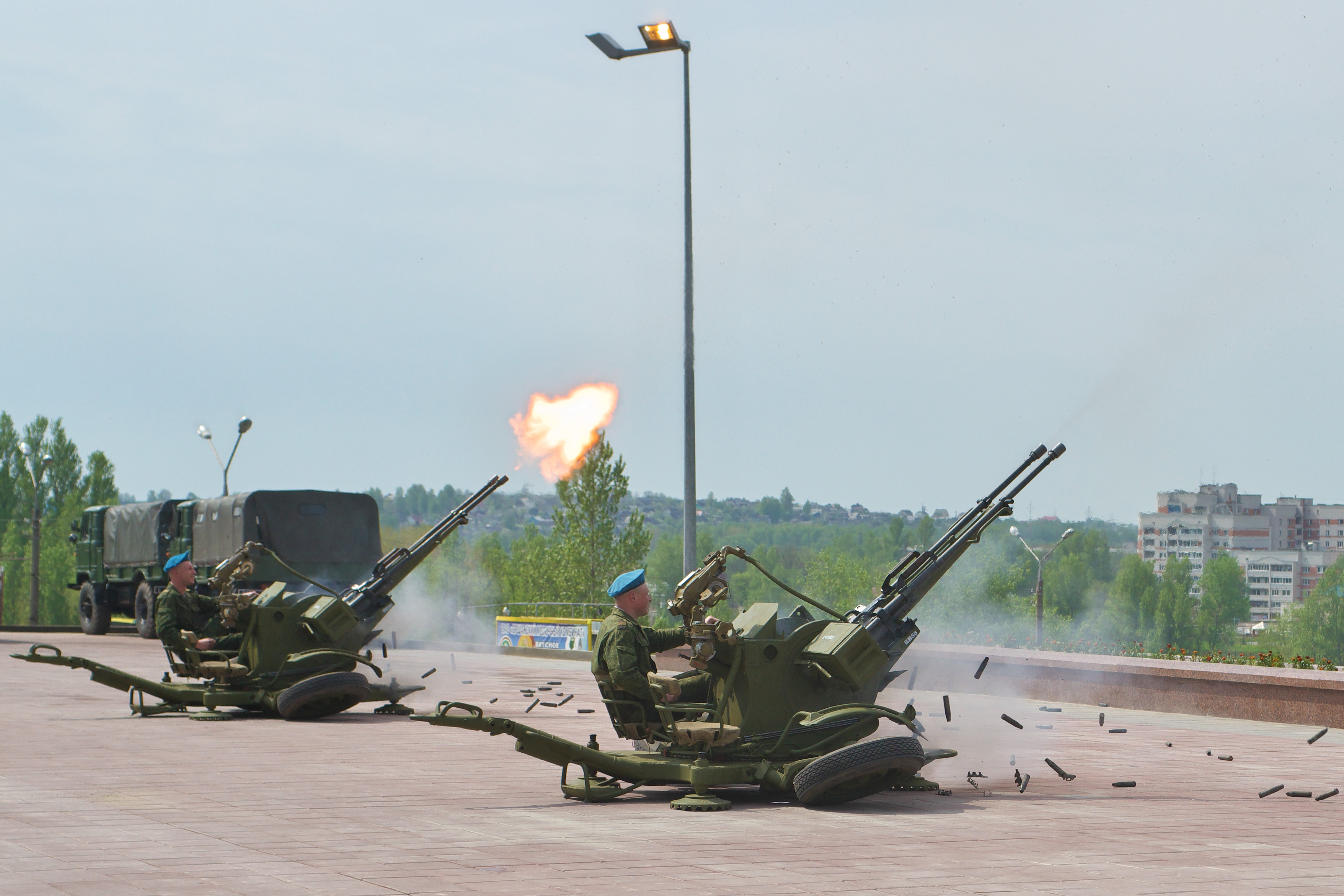
A szovjet ZU-23 gépágyú az egyik legelterjedtebb légvédelmi fegyver volt a hidegháború évei alatt
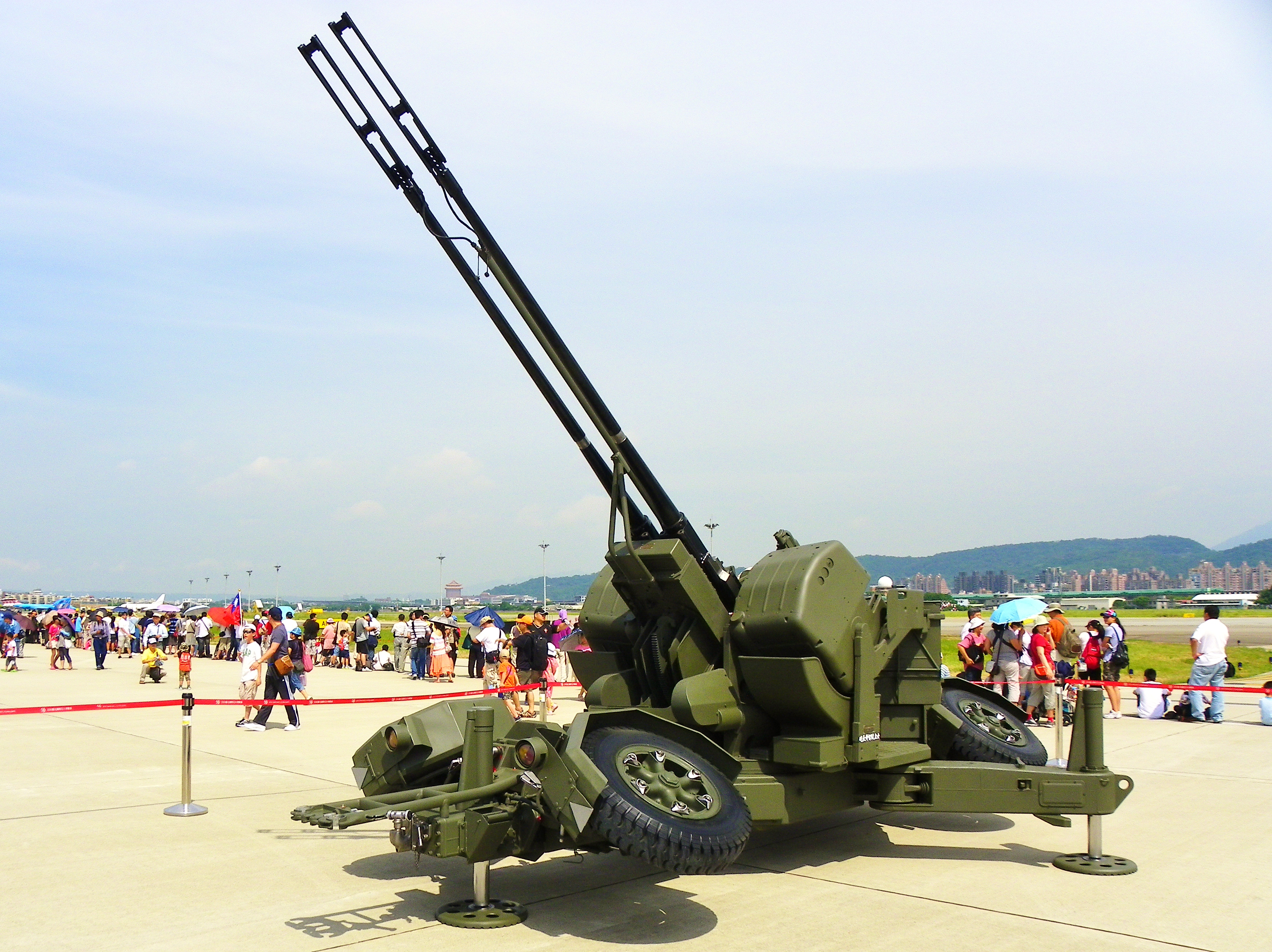
A 35 mm-es Oerlikon gépágyú új űrméretet honosított meg, amelyet máig használnak
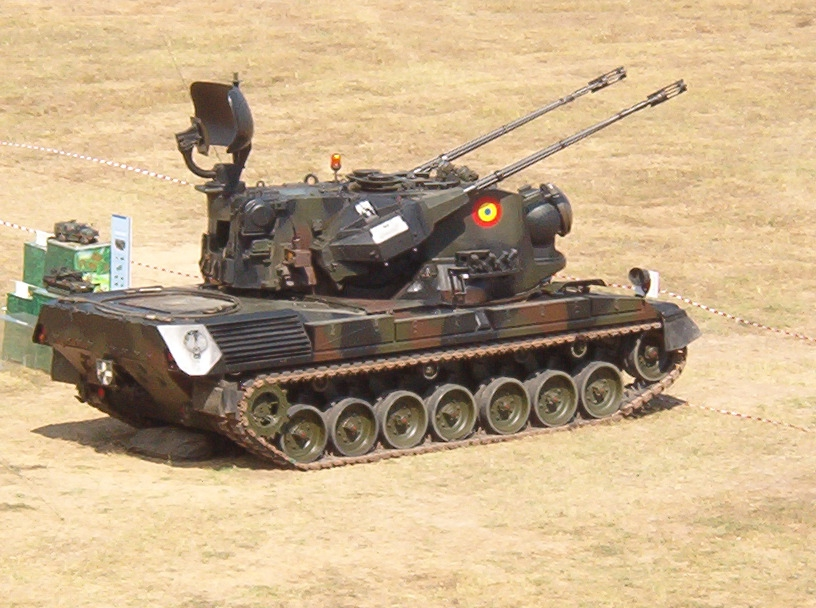
Flakpanzer Gepard: egy pár 35 mm-es légvédelmi gépágyú harckocsi alvázon
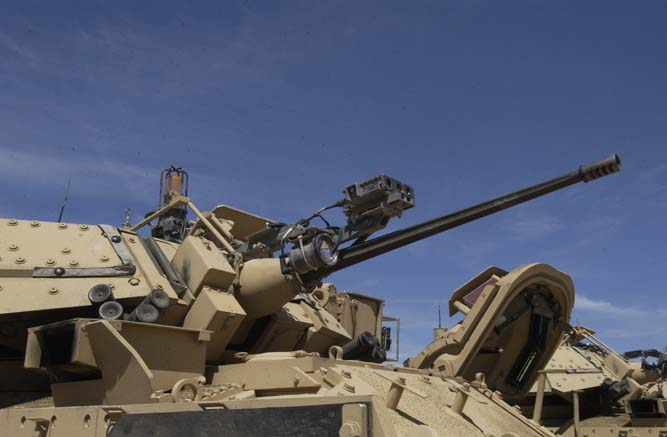
A Bradley harcjármű 25 mm-es M242 gépágyúja új űrméretet honosított meg a NATO-ban. Ez volt az egyik első kifejezetten harcjárművek számára kifejlesztett elektromos meghajtású gépágyú
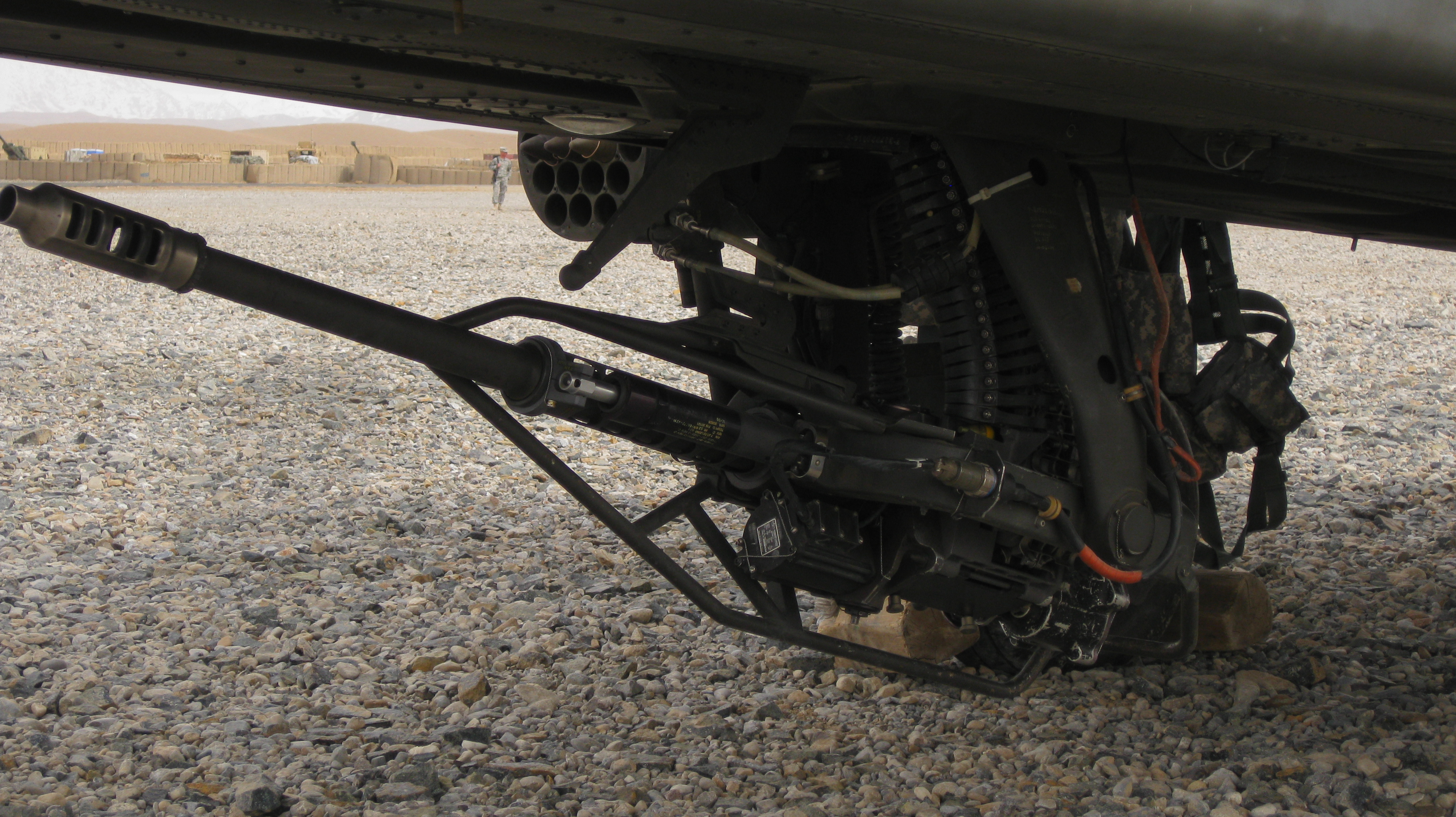
Az Apache helikopter beépített fegyverzete az M230-as gépágyú egy 30x113mm-es lőszert tüzelő fegyver, amelyet egy villanymotor működtet és akár 1200 lövés leadására is képes percenként.
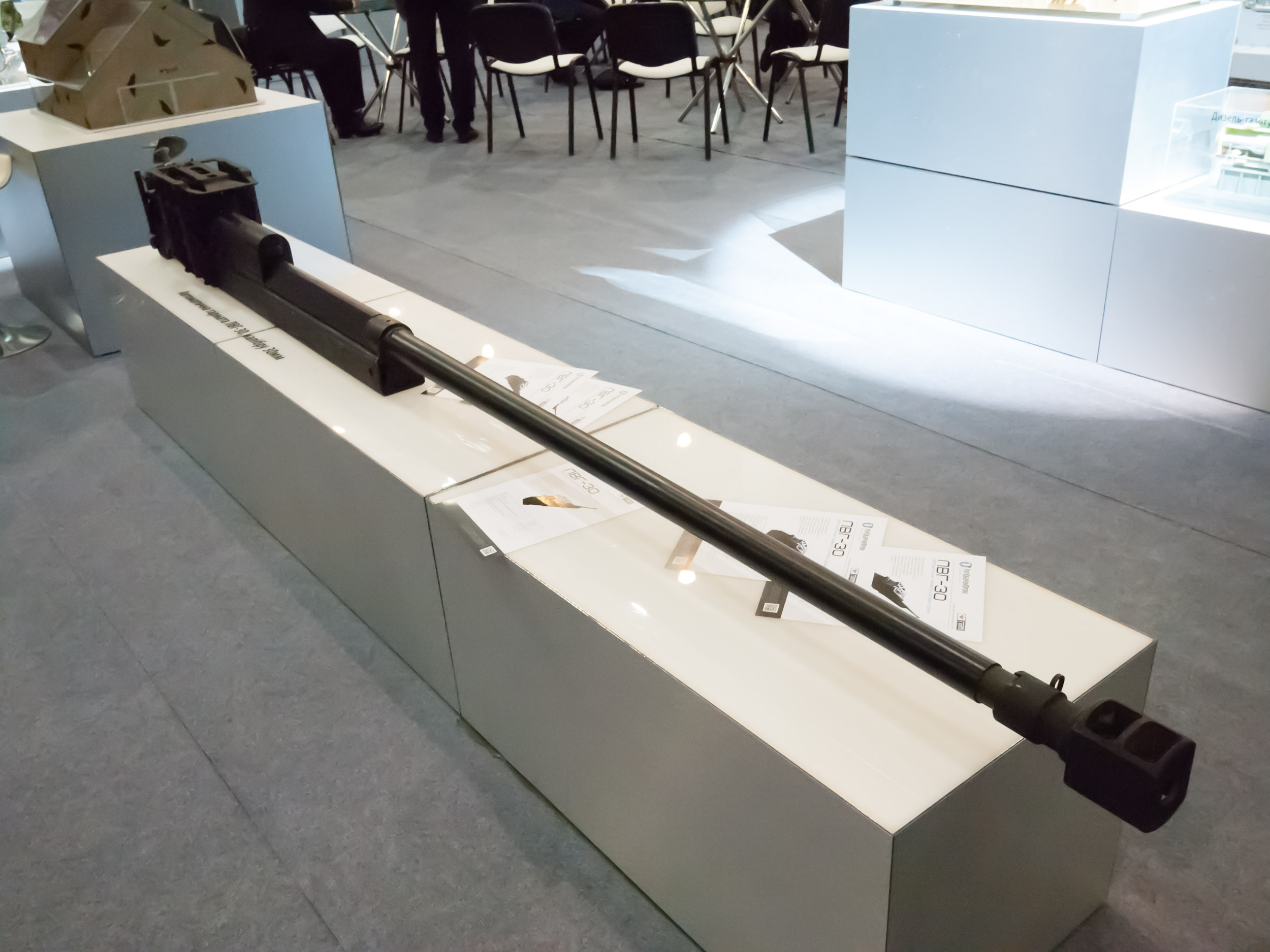
A 30 mm-es 2A42 típusú gépágyú a szovjet és orosz fejlesztésű harcjárművek és helikopterek egyik alapvető fegyverzete még napjainkban is.
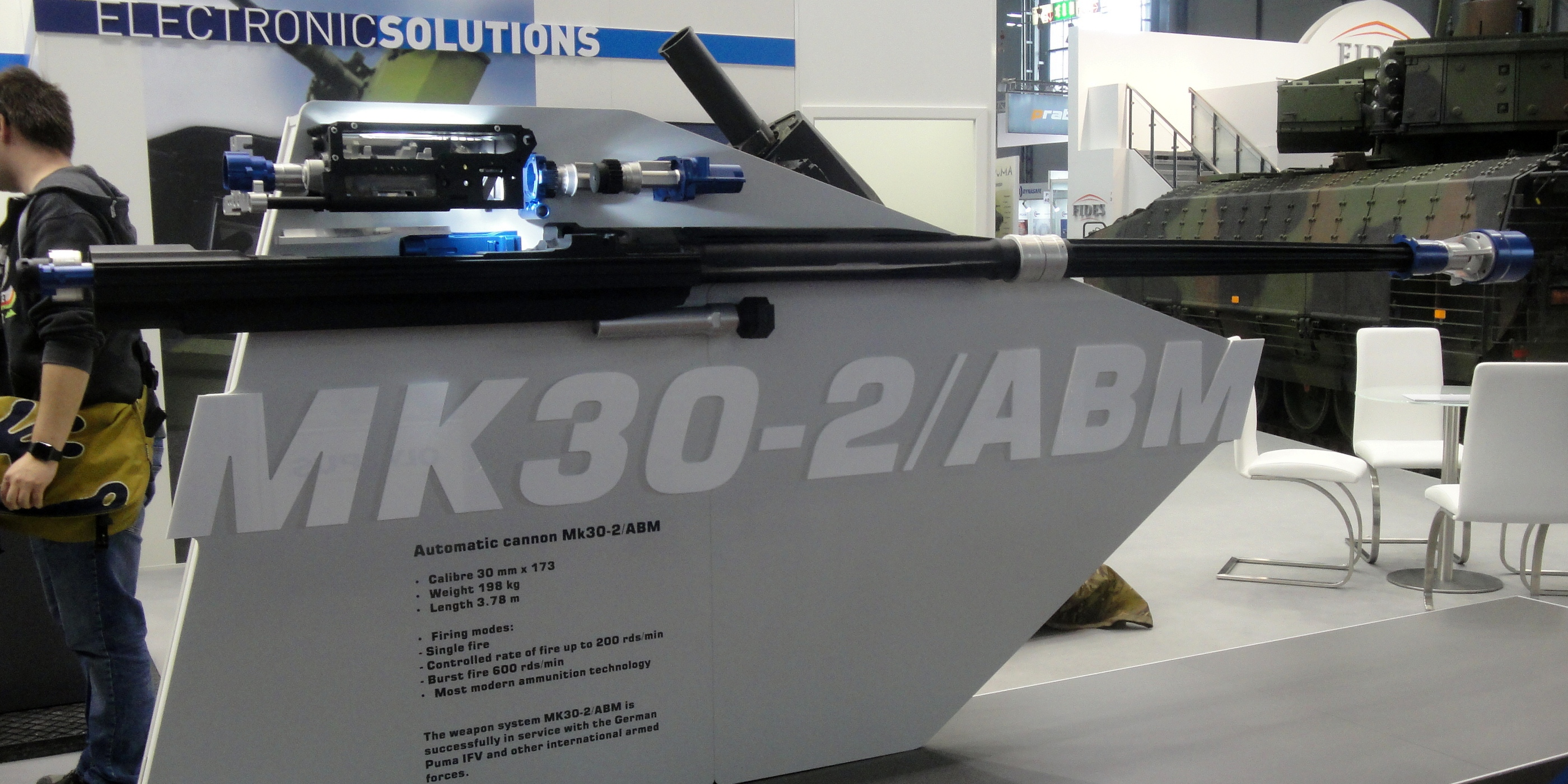
A jövő: a német Puma és Lynx harcjárművek MK30-2-ABM gépágyúja már programozott lőszert is képes kilőni. A cél közelében (pl. fölötte) robbanó lövedékek ellen már a fedezék sem nyújt védelmet.

## Ma is használatban lévő gépágyú-típusok

### 20 mm-es gépágyúk
| Gépágyú típusok       | Lőszer           | Fejlesztő ország          | Tűzsebesség         | Alkalmazó járművek            | Megjegyzés                                | Kép |
| --------------------- | ---------------- | ------------------------- | ------------------- | ----------------------------- | ----------------------------------------- | --- |
| M61 Vulcan            | 20×102mm         | Amerikai Egyesült Államok | 6000 lövés/perc     | F-4, F-15, F-16, F/A-18, F-22 | Gatling-rendszerű                         |     |
| M197                  | 20×102mm         | Amerikai Egyesült Államok | 750-1500 lövés/perc | AH-1, AW129, T-129            | Gatling-rendszerű                         |     |
| M39                   | 20×102mm         | Amerikai Egyesült Államok | 1500 lövés/perc     | F-5                           | revolver-rendszerű                        |     |
| M621                  | 20×102mm         | Franciaország             | 800 lövés/perc      | H145M, H225M, hadihajók       | gázműködtetésű, késleltetett hátrasiklású |     |
| ZVI PL-20 Plamen      | 20×102mm         | Csehország                | 780-2600 lövés/perc | L-159 ALCA                    | gázműködtetésű Gast-rendszerű             |     |
| M71/08                | 20×110mm Hispano | Szerbia                   | 1950 lövés/perc     |                               | gázműködtetésű                            |     |
| Oerlikon KAA/KAB      | 20×128mm         | Svájc                     | 1000 lövés/perc     |                               | késleltetett hátrasiklású                 |     |
| Oerlikon KAD / HS.820 | 20×139mm         | Svájc                     | 1000 lövés/perc     |                               |                                           |     |
| 20 mm modèle F2       | 20×139mm         | Franciaország             | 900 lövés/perc      | hadihajók                     |                                           |     |
| Rheinmetall Rh 202    | 20×139mm         | Németország               | 880-1030 lövés/perc | Marder                        |                                           |     |
| Narwhal 20B           | 20×139mm         | Franciaország             | 800 lövés/perc      | hadihajók                     |                                           |     |
| Denel GI-2            | 20×139mm         | Dél-afrikai Köztársaság   | 750 lövés/perc      | Denel Rooivalk, IAR 330       |                                           |     |

### 23 mm-es gépágyúk
| Gépágyú típusok | Lőszer    | Fejlesztő ország | Tűzsebesség          | Alkalmazó járművek                   | Megjegyzés        | Kép |
| --------------- | --------- | ---------------- | -------------------- | ------------------------------------ | ----------------- | --- |
| GSh-23          | 23×115 mm | Szovjetunió      | 3600 lövés/perc      | MiG-21, MiG-23, Tu-22M, Tu-95        | Gast-rendszerű    |     |
| GSh-6-23        | 23×115 mm | Szovjetunió      | 6000-8000 lövés/perc | Szu-15, Szu-24, MiG-31, korai MiG-27 | Gatling-rendszerű |     |
| ZU-23 / AZP-23  | 23×152mm  | Szovjetunió      | 2000 lövés/perc      | ZSU-23-4                             | gázelvezetéses    |     |

### 25 mm-es gépágyúk
| Gépágyú típusok          | Lőszer     | Fejlesztő ország          | Alkalmazó járművek                                | Megjegyzés            | Kép |
| ------------------------ | ---------- | ------------------------- | ------------------------------------------------- | --------------------- | --- |
| M242 Bushmaster          | 25×137mm   | Amerikai Egyesült Államok | M2 Bradley, M3, M6 Linebacker                     | elektromos meghajtású |     |
| GAU-12, GAU-22 Equalizer | 25×137mm   | Amerikai Egyesült Államok | AV-8B, AC-130, F-35                               | Gatling-rendszerű     |     |
| Nexter M811              | 25×137mm   | Franciaország             | VBCI                                              | elektromos meghajtású |     |
| Oerlikon KBA             | 25×137mm   | Svájc                     | AIF-25, YPR-765, Frecce IFV, Dardo IFV, hadihajók | gázműködtetésű        |     |
| Oerlikon KBB             | 25×184mm   | Svájc                     |                                                   | gázműködtetésű        |     |
| Oerlikon KBD             | 25×184mm   | Svájc                     |                                                   | gázműködtetésű        |     |
| Type 61                  | 25×218mmSR | Kína                      |                                                   |                       |     |
| Type 95                  | 25×183mmB  | Kína                      |                                                   |                       |     |
| ZPT-90                   | 25×183mmB  | Kína                      |                                                   |                       |     |

### 27 mm-es gépágyúk
| Gépágyú típusok | Lőszer   | Fejlesztő ország | Tűzsebesség          | Alkalmazó járművek                  | Megjegyzés                        | Kép |
| --------------- | -------- | ---------------- | -------------------- | ----------------------------------- | --------------------------------- | --- |
| BK-27           | 27×145mm | Németország      | 1000-1700 lövés/perc | Tornado, Gripen, Typhoon, hadihajók | gázműködtetésű revolver-rendszerű |     |

### 30 mm-es gépágyúk
| Gépágyú típusok       | Lőszer    | Fejlesztő ország          | Tűzsebesség          | Alkalmazó járművek | Megjegyzés                                                                  | Kép |
| --------------------- | --------- | ------------------------- | -------------------- | --- | --------------------------------------------------------------------------- | --- |
| M230 Chain gun        | 30×113mmB | Amerikai Egyesült Államok | 650 lövés/perc       | AH-64 Apache, JLTV, M-SHORAD | elektromos meghajtású                                                       |     |
| ADEN                  | 30×113mmB | Egyesült Királyság        | 1200-1700 lövés/perc | English Electric Lightning, Hawker Hunter, Saab Draken, SEPECAT Jaguar                                                           | gázműködtetésű revolver-rendszerű                                           |     |
| VENOM LR              | 30×113mmB | Egyesült Királyság        | 280-1200 lövés/perc  | | gázműködtetésű revolver-rendszerű                                           |     |
| DEFA 550              | 30×113mmB | Franciaország             | 1100-1800 lövés/perc | Dassault Mystere, Mirage, Étendard, SEPECAT Jaguar, Fiat G.91, AMX                                                               | elektromos meghajtású revolver-rendszerű                                    |     |
| GIAT / Nexter 30 M781 | 30×113mmB | Franciaország             | 750 lövés/perc       | Airbus Tiger | elektromos meghajtású revolver-rendszerű                                    |     |
| GIAT / Nexter 30 M791 | 30×150mmB | Franciaország             | 1500-2500 lövés/perc | Rafale | elektromos meghajtású revolver-rendszerű                                    |     |
| GSh-30-1              | 30×165mm  | Szovjetunió               | 1500-1800 lövés/perc | Szu-27 és változatai, Szu-57, MiG-29                                                                                             | gázműködtetésű                                                              |     |
| GSh-30-2              | 30×165mm  | Szovjetunió               | 1000-3000 lövés/perc | Szu-25, Mi-24P | gázműködtetésű                                                              |     |
| GSh-6-30              | 30×165mm  | Szovjetunió               | 4000-6000 lövés/perc | MiG-27, hadihajók AK630 és Kashtan rendszerében használják                                                                       | gázműködtetésű gatling-rendszerű                                            |     |
| 2A42/2A72             | 30×165mm  | Szovjetunió               | 300-800 lövés/perc   | BMD harcjárművek, BMP-2, BMP-3, Ka-52, Mi-28, BTR-80A, BTR-82, BTR-90                                                            | gázműködtetésű                                                              |     |
| 2A38                  | 30×165mm  | Oroszország               | 4000-4800 lövés/perc | 2K22 Tunguska, Pantsir-S | gázműködtetésű Gast-rendszerű                                               |     |
| CRN 91                | 30×165mm  | India                     | 300-550 lövés/perc   | hadihajók | gázműködtetésű                                                              |     |
| Type 730/1130         | 30×165mm  | Kína                      | 5800 lövés/perc      | hadihajók | gatling-rendszerű                                                           |     |
| HS 831A               | 30×170mm  | Franciaország             | 650 lövés/perc       | AMX-30 DCA |                                                                             |     |
| HS 831L / KCB         | 30×170mm  | Franciaország / Svájc     | 650 lövés/perc       | hadihajók |                                                                             |     |
| Oerlikon KCA és KCE   | 30×173mm  | Svájc                     | 990-1350 lövés/perc  | Saab JA 37 Viggen, Skyranger 30                                                                                                  | gázműködtetésű revolver-rendszerű                                           |     |
| GAU-8 Avenger         | 30×173mm  | Amerikai Egyesült Államok | 4200 lövés/perc      | A-10 | Gatling-rendszerű                                                           |     |
| Mk44 Bushmaster II    | 30×173mm  | Amerikai Egyesült Államok | 100-200 lövés/perc   | KTO Rosomak, CV9030, M1296 Stryker Dragoon, Lockheed AC-130J, Hateruma-osztályú járőrhajó, San Antonio osztályú hajók, Pandur II |                                                                             |     |
| Mk30                  | 30×173mm  | Németország               | 200 lövés/perc       | Boxer CRV, ASCOD, SPz Puma, 30mm/82 Compact, Lynx KF41                                                                           | gázműködtetésű, képes programozott (időzített) lövedékek kilövésére         |     |
| Wotan 30              | 30×173mm  | Németország               | 200 lövés/perc       | Lynx KF41 | elektromos működtetésű, képes programozott (időzített) lövedékek kilövésére |     |
| NN-30                 | 30×210mmB | Szovjetunió               | 1000 lövés/perc      | AK-230 hajófedélzeti löveg / CIWS                                                                                                | gázműködtetésű revolver-rendszerű                                           |     |
| vz.53/59              | 30×210mmB | Csehszlovákia             | 500 lövés/perc       | M53/59 Praga | gázműködtetésű, képes programozott (időzített) lövedékek kilövésére         |     |
| RMK30                 | 30×250mm  | Németország               | 200 lövés/perc       | | kísérleti hátrasiklás nélküli löveg                                         |     |

### 35 mm-es gépágyúk
| Gépágyú típusok                       | Lőszer   | Fejlesztő ország          | Tűzsebesség     | Alkalmazó járművek                         | Megjegyzés                        | Kép |
| ------------------------------------- | -------- | ------------------------- | --------------- | ------------------------------------------ | --------------------------------- | --- |
| Oerlikon GDF                          | 35×228mm | Svájc                     | 550 lövés/perc  | Flakpanzer Gepard, SkyGuard, Type 87 SPAAG | gázműködtetésű                    |     |
| Rheinmetall / Oerlikon Millennium Gun | 35×228mm | Svájc / Németország       | 1000 lövés/perc | hadihajók, MANTIS, Skyranger 35            | gázműködtetésű revolver-rendszerű |     |
| ATK Bushmaster III                    | 35×228mm | Amerikai Egyesült Államok | 200 lövés/perc  | CV9035                                     | elektromos meghajtású             |     |

### 40 mm-es gépágyúk
| Gépágyú típusok | Lőszer      | Fejlesztő ország | Tűzsebesség        | Alkalmazó járművek | Megjegyzés                        | Kép |
| --------------- | ----------- | ---------------- | ------------------ | ------------------ | --------------------------------- | --- |
| Bofors L/60     | 40×311 mm R | Svédország       | 120-140 lövés/perc | Hadihajók, AC-130  | csőhátrasiklás-működtetésű        |     |
| Bofors L/70     | 40×365 mm R | Svédország       | 240-330 lövés/perc | hadihajók, CV90    | gázműködtetésű revolver-rendszerű |     |

### 50 mm-es gépágyúk
| Gépágyú típusok    | Lőszer    | Fejlesztő ország          | Tűzsebesség    | Alkalmazó járművek | Megjegyzés                                      | Kép |
| ------------------ | --------- | ------------------------- | -------------- | ------------------ | ----------------------------------------------- | --- |
| ATK Bushmaster III | 50×228 mm | Amerikai Egyesült Államok | 200 lövés/perc |                    | elektromos meghajtású, még fejlesztés alatt áll |     |

### 57 mm-es gépágyúk
| Gépágyú típusok   | Lőszer      | Fejlesztő ország | Tűzsebesség        | Alkalmazó járművek | Megjegyzés                 | Kép |
| ----------------- | ----------- | ---------------- | ------------------ | ------------------ | -------------------------- | --- |
| SZ-60             | 57×347mmSR  | Szovjetunió      | 200 lövés/perc     | ZSU-57-2           | csőhátrasiklás-működtetésű |     |
| Bofors 57 mm L/70 | 57×438 mm R | Svédország       | 200-220 lövés/perc | hadihajók          | csőhátrasiklás-működtetésű |     |

### 76 mm-es gépágyúk
| Gépágyú típusok  | Lőszer    | Fejlesztő ország | Tűzsebesség       | Alkalmazó járművek                                      | Megjegyzés                                                   | Kép |
| ---------------- | --------- | ---------------- | ----------------- | ------------------------------------------------------- | ------------------------------------------------------------ | --- |
| OTO Melara 76 mm | 76×636mmR | Olaszország      | 85-120 lövés/perc | hadihajók, Draco és Otomatic önjáró légvédelmi gépágyúk | A világ egyik legelterjedtebb hajó fedélzeti automata lövege |     |

## Fordítás
A szócikk nagyrészt a fent felsorolt gépágyú-típusok angol nyelvű wikipédia-szócikkein alapul